# Geigenprinzipal
A Geigen(d)prinzipal egy orgonaregiszter: német nyelvű elnevezés, magyar jelentése Vonósprincipál vagy Hegedűprincipál. Tipikus romantikus kori regiszter, a német romantikus orgonák redőnyművének fontos alapregisztere. Általában 8’ magasságban épül(t), de készült 4’ és 2’ magasságban is. A regiszterek menzúráját tekintve a normál bőségű principálok és a vékony mezúrájú vonósok regisztercsaládjai között foglal helyet. Anyaga kizárólag orgonafém, alakja cilindrikus, jellege nyitott, hangja a vonósok és a principálok közé tehető.